# Bacteroidals
Les bacteroidals (Bacteroidales) són un ordre de bacteris mediambientals compost per quatre famílies.